# Vivantes Klinikum Am Urban

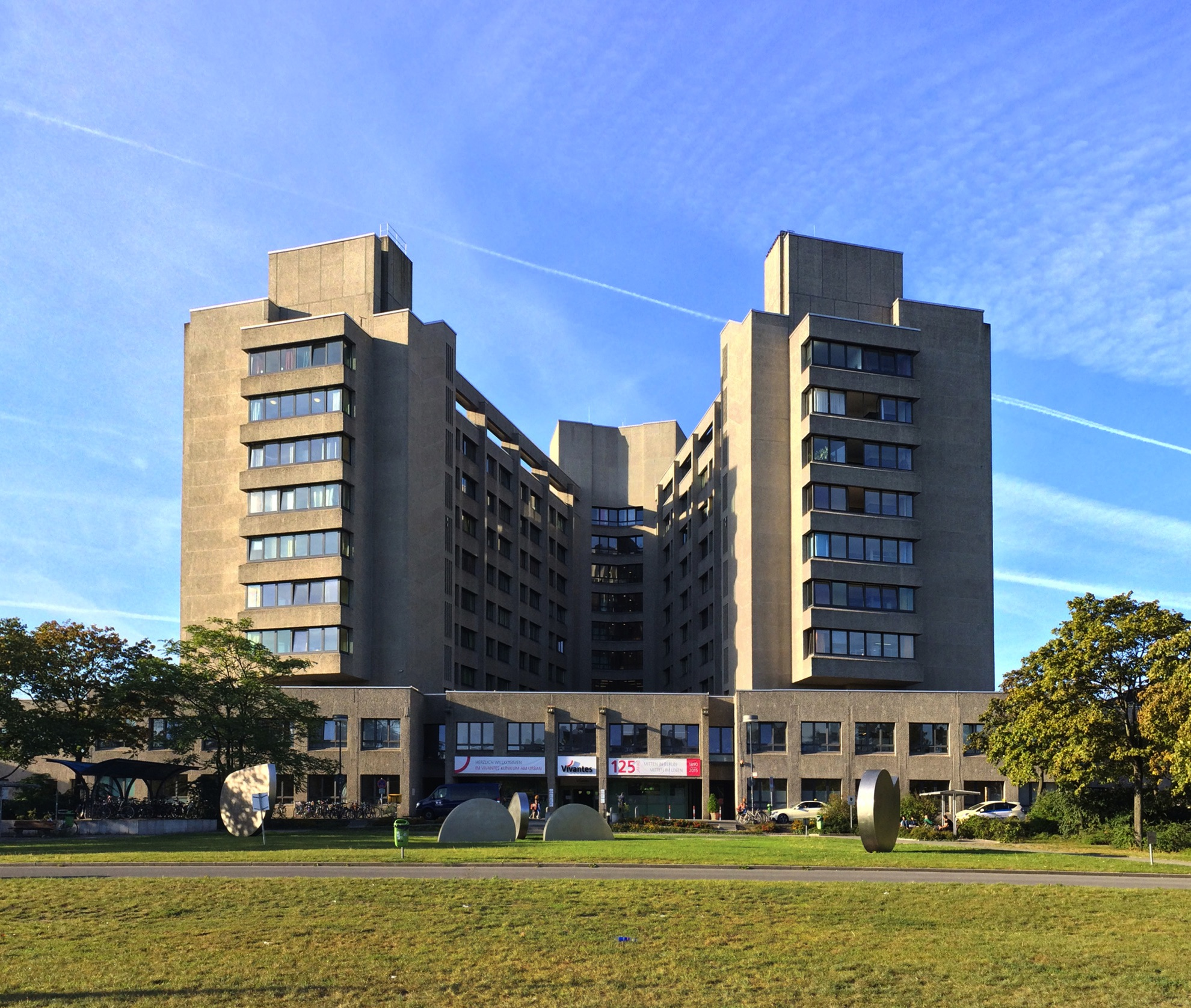
Klinikum Am Urban, 2016

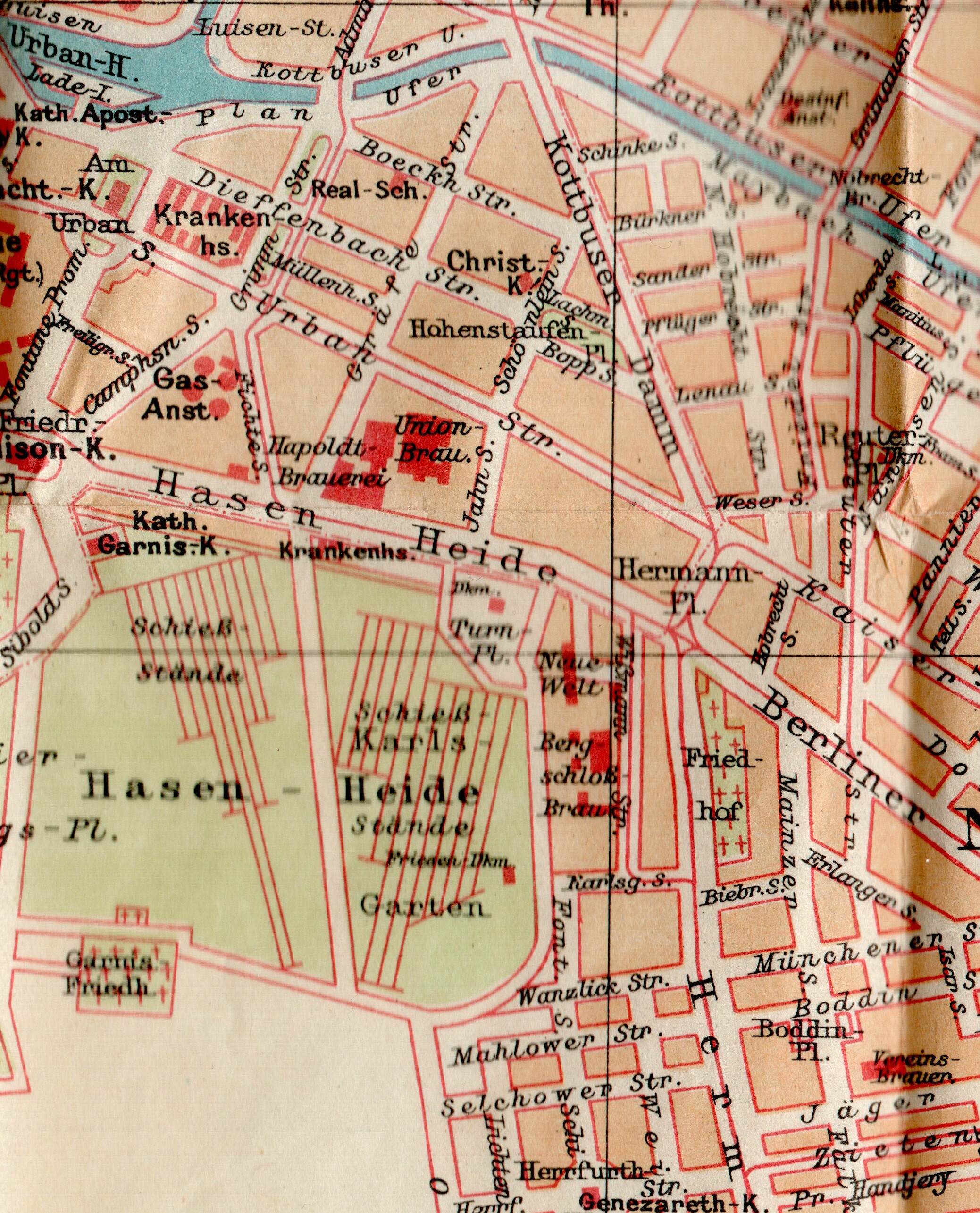
Stadtplan-Ausschnitt Berlin-Kreuzberg 1915

Das Vivantes Klinikum Am Urban (kurz KAU genannt, umgangssprachlich auch Urban-Krankenhaus) ist das einzige Krankenhaus im Berliner Ortsteil Kreuzberg und wird vom landeseigenen Krankenhausbetreiber Vivantes betrieben.
Rund 287 Ärztinnen und Ärzte sowie 605 Pflegekräfte sind in zwölf medizinischen Fachabteilungen und der zentralen Notaufnahme tätig. Das Klinikum verfügt über 614 Betten und ist Akademisches Lehrkrankenhaus der Charité – Universitätsmedizin Berlin. In der Klinik werden jährlich rund 65.000 Patienten behandelt, 32.000 davon ambulant (Stand: 2023).
Das Krankenhaus ist wie der nahegelegene Urbanhafen und die vorbeiführende Urbanstraße nach einem alten Feuchtgebiet mit dem Namen Urban benannt, das mit dem Bau des Landwehrkanals trockengelegt worden war.

## Geschichte

### Altbau
Im Jahr 1862 stiftete Wilhelmine Eleonore Ottilie Beschort (1812–1881), Tochter des Sängers und Schauspielers Friedrich Jonas Beschort, der Stadtgemeinde Berlin 400.000 Mark für den Bau einer Krankenheilanstalt. 1878 beschloss der Magistrat von Berlin den Bau eines städtischen Krankenhauses auf dem Urban. Als Wilhelmine Eleonore Ottilie Beschort 1881 starb, hatten sich durch Zinsen rund 600.000 Mark Stiftungsgelder angesammelt, die etwa ein Fünftel der Baukosten abdeckten. Im Vestibül des ehemaligen Verwaltungsgebäudes (heutige Dieffenbachstraße 15/15a) wurde ihr zu Ehren eine marmorne Gedenktafel angebracht. 1887 wurde mit dem Bau des III. städtischen Krankenhauses begonnen. Bis dahin hatte Berlin trotz der damals bereits knapp 1,6 Millionen Einwohner lediglich zwei städtische Krankenhäuser (seit 1874 das Krankenhaus im Friedrichshain und seit 1875 das Krankenhaus Moabit), obgleich die preußische Gesetzgebung bereits ab 1835 von Städten über 5000 Einwohnern „eine ausreichende Anzahl Heil- und Pflegeanstalten in eigener Regie“ verlangte. Das Krankenhaus Am Urban wurde bis 1890 nach den Plänen des Architekten Hermann Blankenstein in offener Pavillonbauweise zwischen Urban-, Grimm- und Dieffenbachstraße errichtet. Eine Besonderheit des Krankenhauses war der begehbare Ringtunnel, der alle Gebäude miteinander verband. Dadurch konnten die Verstorbenen für die Patienten unsichtbar in das Leichenhaus, das sich an der Grimm- Ecke Dieffenbachstraße befand, transportiert werden. Neu waren auch die mit Transportaufzügen ausgestatteten Pavillons und die eigene elektrische Stromversorgung.
Das über 574 Betten verfügende Krankenhaus begann seinen Betrieb mit der Aufnahme der ersten Patientin am 10. Juni 1890. Der ursprüngliche Komplex bestand mit wenigen Veränderungen bis zum Zweiten Weltkrieg. Bei einem alliierten Luftangriff am 22. November 1943 starben 20 Mitarbeiter und 29 Patienten; rund ein Drittel der Gebäude wurde zerstört.
Nach Beginn des Zweiten Weltkriegs war auch das Krankenhaus Am Urban am System der NS-Zwangsarbeit beteiligt. Ausländische Arbeitskräfte wurden im Krankenhaus als Ärzte, Pfleger oder Hilfspersonal eingesetzt. Ihre genaue Zahl ist nicht bekannt. Nach Schätzungen ist von 50 bis 100 Personen auszugehen. Im Behelfskrankenhaus Graefestraße 85–88, das ab 1942/1943 als Zweigstelle des Krankenhauses Am Urban in Betrieb genommen wurde, starben zwischen 1943 und 1945 nahezu 400 Zwangsarbeiterinnen und Zwangsarbeiter an Tuberkulose. Die Mehrzahl der Patienten und vermutlich auch des Personals des Behelfskrankenhauses Graefestraße stammte aus Osteuropa.
Der Altbaubereich wurde im Jahr 2008 bis auf ein Gebäude für 13,5 Millionen Euro an eine aus Anwohnern bestehende private Bietergemeinschaft verkauft. Inzwischen ist das alte Krankenhausgelände, nahe dem Graefekiez, in Wohn-, Sozial- und Gewerberaum umgewandelt.

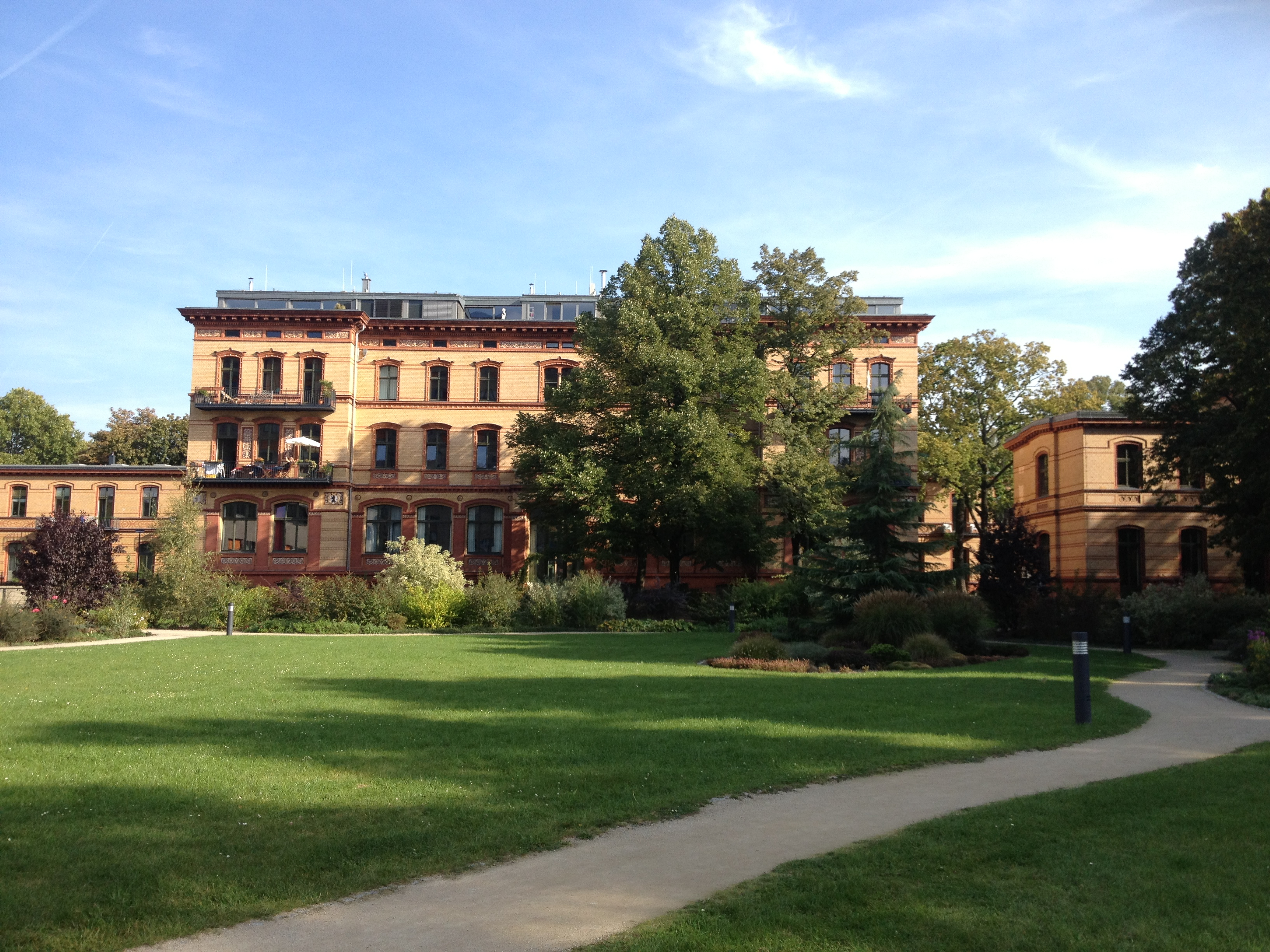
Blick vom Patientengarten des Neubaus in Richtung Osten
Panoramaansicht (südwärts) des Altbaugeländes in Richtung Urbanstraße
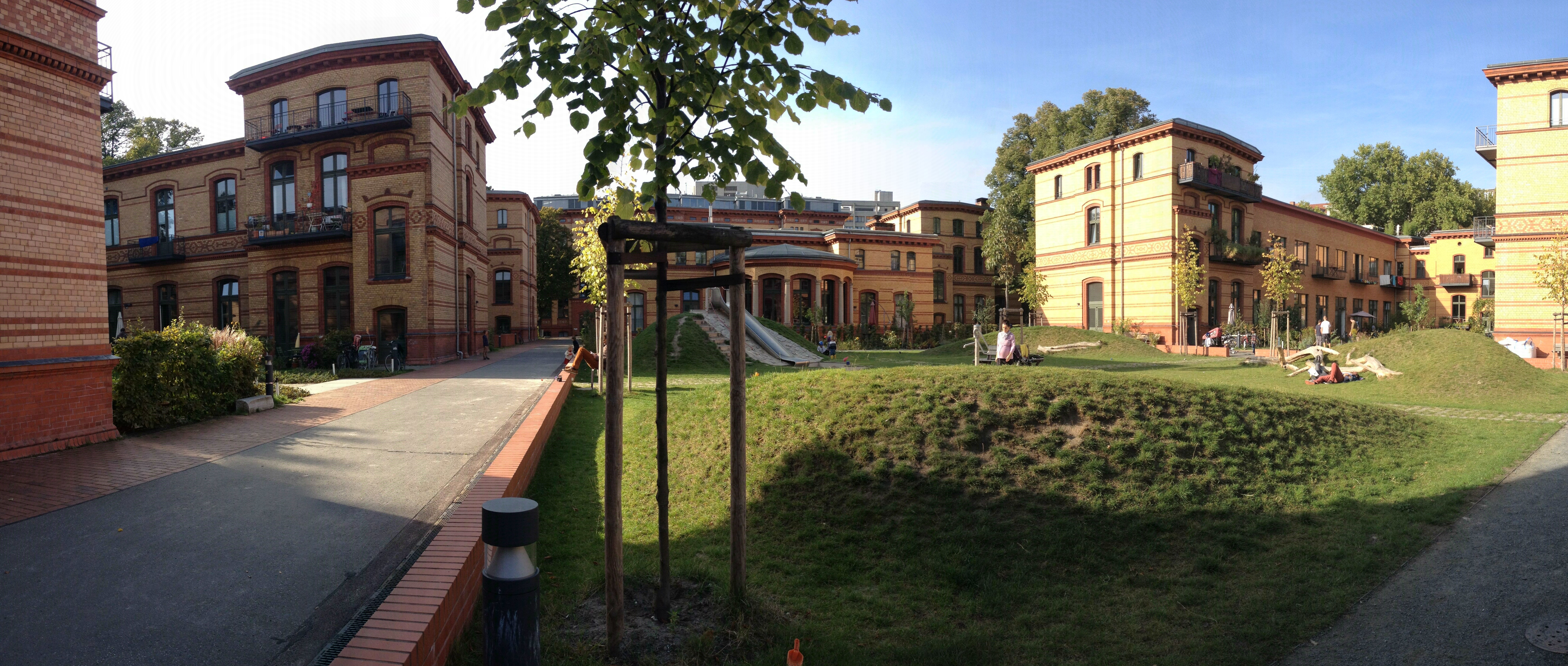
Panoramaansicht (nord-westwärts) des Altbaugeländes in Richtung Urbanhafen

### Neubau
Im Jahr 1966 war Beginn für den Neubau eines städtischen Krankenhauses in Berlin nach dem Zweiten Weltkrieg, die Grundsteinlegung nahm der damalige Regierende Bürgermeister Willy Brandt am 15. Juni 1966 vor. Am 28. August 1970 erfolgte die Einweihung im Beisein des damaligen Bundespräsidenten Gustav Heinemann des nach den Plänen des Architekten Peter Poelzig in Stahlbeton-Skelettbauweise von der Neuen Heimat errichteten Neubaukomplexes, bestehend aus einem Versorgungs- und Behandlungstrakt sowie dem neungeschossigen V-förmigen Bettenhaus, das eine Höhe von 50 Meter über Grund hat. 
Im Jahr 1971 ging das ehemalige Gertraudenhospital in das Krankenhaus Am Urban über. 1976 wurde das Klinikum am Urban Akademisches Lehrkrankenhaus der Freien Universität. 1981 erhielt der Neubau eine Intensivstation mit OP-Trakt als Erweiterung. Umfangreiche Um- und Erweiterungsbaumaßnahmen erfolgten 1987. 1994 wurde ein Hubschrauberlandeplatz in Betrieb genommen, der bis 2008 existierte und inzwischen durch eine Grünanlage ersetzt wurde.
Bei der Umstrukturierung der Berliner Krankenhauslandschaft nach der Wiedervereinigung sollte auch das Krankenhaus Am Urban Bettenkapazitäten abbauen. Geplant war eine Verringerung der rund 1300 Betten (1990) um 300 Betten, die Schließung der Abteilung Wartenburgstraße sowie die Verlagerung des erst 1987 eröffneten Zentrums für Brandverletzte zum Unfallkrankenhaus Berlin-Marzahn.
Als 1996 ein Baugutachten zur Sanierung des Krankenhauses Am Urban mit einer Kostenschätzung in Höhe von 375 Millionen Mark (kaufkraftbereinigt in heutiger Währung: rund 317,6 Millionen Euro) vorgelegt wurde und die Krankenkassenverbände zusätzliche Sparmaßnahmen verlangten, wurde das Krankenhaus Am Urban sogar als einer der möglichen Kandidaten von Standortschließungen genannt. Daraufhin kam es zu Protesten der Beschäftigten und zur Gründung der Initiative „pro Urban“, die sich für den Erhalt des Krankenhauses einsetzte. Verschiedene Sanierungsvorschläge wurden erörtert. Umgesetzt werden sollte die Konzeption eines Modellkrankenhauses, die auf einer engen Kooperation mit dem Krankenhaus im Friedrichshain basierte. Ein weiteres Gutachten der Kassenverbände zur Berliner Krankenhauslandschaft vom August 1998 sah dann die Schließung des Krankenhauses Am Urban vor. Daraufhin kam es wieder zu Protesten und Aktionen wie die spektakuläre Beflaggung des Neubaus mit weißen Bettlaken, eine Lichterkette von 2000 Menschen rund um das Krankenhaus und eine Resolution, mit der über 50.000 Bürgerinnen und Bürger ihren Willen zum Erhalt des Hauses bekundeten. Die Proteste waren erfolgreich, denn im Sparkonzept für die Berliner Krankenhäuser, das schließlich im Februar 1999 vom Berliner Abgeordnetenhaus verabschiedet wurde, war keine Schließung des Krankenhauses Am Urban mehr vorgesehen.
Im Jahr 2001 übernahm der landeseigene Berliner Krankenhausbetreiber Vivantes das Krankenhaus.

## NS-Machtübernahme und Entlassungen

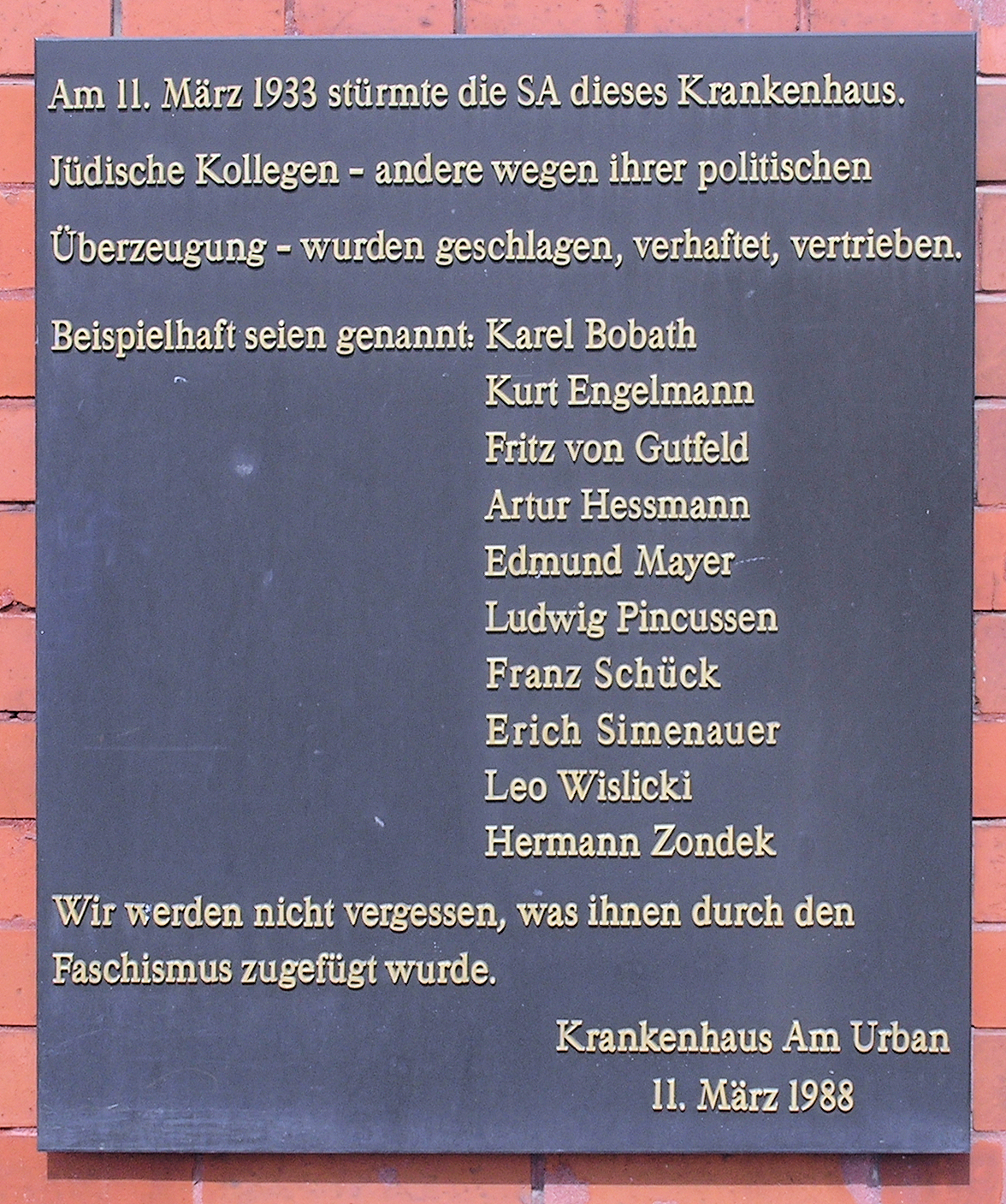
Gedenktafel in der Dieffenbachstraße 1 im Eingangsbereich des Klinikums Am Urban

Am 11. März 1933 besetzte eine Gruppe der nationalsozialistischen SA unter Leitung des späteren Berliner Polizeipräsidenten Wolf-Heinrich Graf von Helldorff das Krankenhaus Am Urban. Die beiden jüdischen Ärztlichen Direktoren Franz Schück-Breslauer (Äußeres) und Hermann Zondek (Inneres) sowie über 20 jüdische Ärzte und Mitarbeiter wurden entlassen, einige davon verhaftet und auch misshandelt. Die SA belegte zeitweilig zwei Stationen des Krankenhauses mit einem „Standortlazarett“ und betrieb außerdem eine SA-Sanitätsschule. Neue Ärztliche Leiter wurden Erwin Gohrbandt und Georg Johann Jürgens. Nach der Einrichtung einer gynäkologischen Station im Jahr 1935 wurden aufgrund des Gesetzes zur Verhütung erbkranken Nachwuchses bis 1945 Zwangssterilisationen und -abtreibungen durchgeführt.
1988 wurde zur Erinnerung an die Vertreibung der jüdischen Mitarbeiter am Haupteingang des Altbaus eine Gedenktafel aus Metall mit aufgesetzten Messingbuchstaben angebracht, die sich inzwischen am Eingang des Neubaus Dieffenbachstraße 1 befindet.

## Persönlichkeiten, die an dieser Einrichtung wirkten (Auswahl)
- Albert Fraenkel (1848–1916) – entdeckte 1886 den Erreger der Lungenentzündung; er war ab 1890 Ärztlicher Direktor und Leiter der Inneren Abteilung.
- Werner Körte (1853–1937) – leistete Bahnbrechendes auf den Gebieten der Gallen- und Bauchspeicheldrüsen-Chirurgie; er war von 1890 bis 1924 Ärztlicher Direktor und Leiter der Chirurgischen Abteilung.
- Carl Benda (1857–1932) – war an der Entdeckung der Mitochondrien beteiligt (Benennung 1898 durch ihn) und erkannte als Erster, dass die Akromegalie mit Tumoren in der Hirnanhangdrüse zusammenhängt; er leitete ab 1896 das Pathologische Institut.
- Leonor Michaelis (1875–1949) – von 1906 bis 1922 Leiter des Bakteriologischen Labors, begründete die Michaelis-Menten-Theorie der Enzymkinetik, untersuchte den Einfluss des pH-Wertes auf Enzymreaktionen, entwickelte unter anderem geeignete Methoden zur Mitochondrienfärbung.
- Alfred Döblin (1878–1957) – war von 1908 bis 1911 als Assistenzarzt im Krankenhaus Am Urban tätig. Die 1990 eröffnete Patientenbibliothek im Krankenhaus trägt seinen Namen.
- Hermann Zondek (1887–1979) – veröffentlichte 1923 ein wichtiges Lehrbuch zum Verständnis der Hormonproduktion beim Menschen und zur Behandlung hormoneller Krankheiten. Er war von 1926 bis zu seiner Entlassung durch die Nationalsozialisten Ärztlicher Direktor und Leiter der Inneren Abteilung.
- Max Madlener (1898–1989) – von 1950 bis 1964 Chefarzt der Chirurgie.[9]
- Heinrich Teitge (1900–1974) – war bereits ab 1930 Mitglied der NSDAP und SS. Nach einer Tätigkeit als Oberarzt im Krankenhaus Moabit erhielt er 1935 die Position als Ärztlicher Direktor des Krankenhauses Am Urban, die er bis 1945 ausübte. Eine seiner zahlreichen Funktionen im Nationalsozialismus war die Leitung der Gesundheitsverwaltung im besetzten Polen.
- Erich Simenauer (1901–1988) – war ab 1927 im Krankenhaus Am Urban in der Chirurgischen Abteilung von Professor Schück tätig. Nach der Verhaftung und Entlassung aus dem SA-Gefängnis Papestraße flüchtete Simenauer aus Deutschland. Neben seiner ärztlichen Tätigkeit publizierte er zu psychoanalytischen Themen und machte mit einer Biografie von Rainer Maria Rilke auf sich aufmerksam. 1957 kehrte Simenauer nach Berlin zurück, um am Wiederaufbau des Psychoanalytischen Instituts mitzuwirken. Seine Veröffentlichungen und Vorträge zur Verarbeitung von NS-Verfolgung gelten als bedeutsame Beiträge zur Traumataforschung. 1980 verlieh ihm der Berliner Senat den Professorentitel ehrenhalber.
- Helga Mucke-Wittbrodt (1910–1999) – arbeitete ab 1936 als Ärztin im Krankenhaus Am Urban. Nach der Eroberung Berlins durch die Rote Armee war sie ab April 1945 vorübergehend Ärztliche Direktorin. Im August 1945 wechselte sie in gleicher Funktion an das Städtische Krankenhaus Berlin-Tempelhof, dem späteren Wenckebach-Klinikum. 1948 übersiedelte sie nach Ost-Berlin und übernahm leitende Funktionen im Gesundheitswesen der DDR.

## Festival of Lights
Im Rahmen des Festival of Lights 2014 wurde die hafenseitige Fassade des Hauptgebäudes mit unterschiedlichen Motiven aus dem Bereich der Medizin angestrahlt. Die Motive wechselten täglich und wiederholten sich in einer Schleife bis zum Ende des Festivals.